# Mike McCallum
Mike McCallum (Kingston, 7 dicembre 1956 – Las Vegas, 31 maggio 2025) è stato un pugile giamaicano.
Fu campione del mondo WBA dei pesi superwelter tra il 1984 e il 1987, rinunciando al titolo ancora imbattuto. Fu poi campione del mondo WBA dei pesi medi tra il 1989 e il 1992, e mondiale WBC dei pesi mediomassimi tra il 1994 e il 1995. Fu vittorioso avversario di Luigi Minchillo e di Sumbu Kalambay (una sconfitta e una vittoria)

## Gli inizi
Ottimo dilettante, nel 1976 ha partecipato alle Olimpiadi di Montreal, nella rappresentativa del suo paese, raggiungendo i quarti di finale e, nel 1978,  vinse i Giochi del Commonwealth nella categoria dei pesi welter. Professionista dal 1981.

## La carriera
Ottenne il suo primo risultato importante il 13 novembre 1982 ad Atlantic City, sconfiggendo l'ex campione del mondo dei pesi superwelter Ayub Kalule, per abbandono alla settima ripresa, dopo aver atterrato l'avversario alla prima.
Dopo tale risultato giunse ancora imbattuto a combattere per il titolo mondiale della WBA lasciato vacante da Roberto Durán, il 19 ottobre 1984, al Madison Square Garden di New York, contro l'irlandese Sean Mannion. McCallum vinse con verdetto unanime ai punti, diventando il primo giamaicano ad indossare la cintura mondiale di pugilato.
Difese il titolo contro l'italiano Luigi Minchillo, il 1º dicembre 1984, a Milano, sconfiggendolo per ko tecnico alla tredicesima ripresa. Sostenne vittoriosamente altre cinque difese (contro David Braxton, Julian Jackson, Said Skouma, Milton McCrory e Donald Curry), prima di rinunciare al titolo, ancora imbattuto, per combattere nella categoria superiore.
Il 5 marzo 1988, a Pesaro, si fece sfuggire la chance mondiale nei pesi medi, subendo la prima sconfitta della sua carriera contro l'italo-congolese Sumbu Kalambay, per verdetto ai punti. Riuscì alcuni mesi dopo a conquistare il titolo dei medi della WBA, lasciato vacante da Kalambay, battendo l'inglese Herol Graham, il 10 maggio 1989, a Londra, con verdetto ai punti in 12 riprese. Dopo averlo vittoriosamente difeso contro Steve Collins e Michael Watson, si prese la rivincita contro Sumbu Kalambay, il 1º aprile 1991, a Monte Carlo, sconfiggendolo di strettissima misura, ai punti in 12 riprese.
Successivamente accettò di combattere per l'unificazione del titolo contro il campione IBF dei pesi medi, James Toney ma la WBA lo privò del suo titolo e, 
il 13 dicembre 1991, non riuscì ad andare oltre un risultato di pari, che permise al suo avversario di mantenere il titolo IBF. Fu poi sconfitto ai punti nella rivincita, allestita a Reno, il 29 agosto 1992.
Il 30 marzo 1994, a trentasette anni, Mike McCallum conquistò il suo terzo titolo mondiale, quello vacante dei mediomassimi della WBC, battendo per ko tecnico alla quinta ripresa Randall Yonker. Sostenne altre due sfide vittoriose, contro Jeff Harding e Carl Jones, prima di cedere ai punti al francese Fabrice Tiozzo, il 16 giugno 1995, a Lione.
Chiuse la carriera a oltre 40 anni, nel febbraio 1997, dopo un'altra sconfitta contro James Toney, in una vana scalata del titolo mondiale dei Pesi massimi leggeri della WBU.
McCallum non fu mai sconfitto per KO. La rivista Ring Magazine lo ha classificato all'87º posto in un elenco dei primi 100 picchiatori di ogni epoca e, nel 2002, al 79º posto in una propria classifica degli 80 migliori pugili degli ultimi 80 anni. La International Boxing Hall of Fame lo ha ammesso fra i più grandi pugili di ogni tempo.